# Hayashi (họ)
Hayashi (林 (Lâm)) là một họ trong tiếng Nhật.

## Người nổi tiếng
- Hayashi Asuca, ca sĩ
- Hayashi Chushiro, nhà vật lý thiên văn
- Hayashi Fubō, nhà văn
- Hayashi Fumiko, nhà thơ
- Hayashi Fumio, nhà kinh tế
- Hayashi Harvey Saburo, nhà vật lý
- Hayashi Isao, ca sĩ
- Hayashi Ryohei, cầu thủ bóng đá
- Hayashi Senjūrō, cựu thủ tướng Nhật Bản
- Hayashi Tadahiko, nhiếp ảnh gia
- Hayashi Takanobu, nhiếp ảnh gia
- Hayashi Teru (1914–2003), nhà sinh vật học
- Hayashi Tomoya, cầu thủ bóng đá
- Hayashi Tsuruichi (1873–1935), nhà toán học
- Hayashi Yasunori, nhà thần kinh học
- Hayashi Yū, diễn viên lồng tiếng, ca sĩ
- Hayashi Yuki (林 勇気? born 1984), cung thủ